# John Kennedy O'Connor
John Kennedy O'Connor (født 1964) er en amerikansk tv- og radiovært, forfatter og underholdningskommentator, der blev født i Nordlondon, men som voksen har han altid været baseret i USA og er en amerikansk statsborger. Han har skrevet, rapporteret og været udsendt til talrige medieorganisationer, samt skrevet, skabt og produceret mediehændelser for en række internationale virksomheder over hele verden. Han er nok mest kendt for sit arbejde inden for Eurovision Song Contest som tv-kommentator og vært.